# Stenotrella sceleton
Stenotrella sceleton är en insektsart som först beskrevs av Andrej Vasiljevitj Gorochov 2004.  Stenotrella sceleton ingår i släktet Stenotrella och familjen syrsor. Inga underarter finns listade i Catalogue of Life.